# Thomas Hansjakob
Thomas Hansjakob (* 13. Februar 1956 in Bern; heimatberechtigt in Bern und St. Gallen; † 4. Januar 2018 in St. Gallen) war ein Schweizer Jurist und Politiker (SP).

## Leben
Thomas Hansjakob studierte Rechts- und Wirtschaftswissenschaften an der Universität Bern und an der Universität St. Gallen. 1988 wurde er an der Universität St. Gallen zum Dr. iur. promoviert.
Hansjakob war seit 1988 in der Strafverfolgung im Kanton St. Gallen tätig. Er war Kantonaler Untersuchungsrichter, ab 2004 Leitender Staatsanwalt des Untersuchungsamtes St. Gallen und seit 2007 Erster Staatsanwalt des Kantons St. Gallen. Er war Initiator des «Schnellverfahrens»: Überführung, Verhaftung, Verhör und Strafbefehl innerhalb 24 Stunden.
Er hat zahlreiche wissenschaftliche Aufsätze und Schriften veröffentlicht und war Mitherausgeber des Kommentars zur Schweizerischen Strafprozessordnung. Er hatte Lehraufträge an der Universität St. Gallen und der Universität Luzern inne. 2017 wurde er von der Universität St. Gallen mit der Ehrendoktorwürde der Rechtswissenschaften für sein Wirken in der Straf- und Strafprozessordnung geehrt.
Hansjakob war ab 1982 Mitglied der Sozialdemokratischen Partei (SP). Er wurde 1989 Mitglied der Baupolizeikommission. Von 1997 bis 2000 gehörte er dem Grossen Rat der Stadt St. Gallen an. Von 2000 bis 2004 war er Kantonsrat des Kantons St. Gallen.
Hansjakob war verheiratet und hatte vier Kinder. Er starb im Alter von 61 Jahren an Herzversagen.

## Ehrungen und Auszeichnungen
- Professor Walther Hug Preis (1989)
- Ehrendoktorwürde der Rechtswissenschaften der Universität St. Gallen (2017)

## Schriften (Auswahl)
- Kommentierte Textausgabe zum revidierten Strafgesetzbuch. BoD, Norderstedt 2004, ISBN 978-3-8334-1101-4.
- BÜPF, VÜPF. Kommentar zum Bundesgesetz und zur Verordnung über die Überwachung des Post- und Fernmeldeverkehrs. IRP, St. Gallen 2006 (2. Auflage), ISBN 978-3-908185-65-9.
- mit Hans Walder: Kriminalistisches Denken. Kriminalistik, Heidelberg 2016 (10. Auflage), ISBN 978-3-7832-1050-7.
- Überwachungsrecht der Schweiz. Kommentar zu Art. 269 ff. StPO und zum BÜPF. Verlag Schulthess Juristische Medien AG, 2018, ISBN 978-3-7255-7154-3.